# Leandro de Jesus
Leandro Silva De Jesus, (Salvador, 19 de novembro de 1981), é deputado estadual, filiado ao Partido Liberal (PL), eleito pelo estado da Bahia.